# Julius Schuster
Julius Schuster (1886 - 1949 ) fue un reconocido historiador y ocasional botánico, micólogo y algólogo alemán.
La obra de Schuster fue largamente ignorada, e inclusive durante la Segunda Guerra Mundial se destruyó se herbario de especímenes

## Algunas publicaciones
- 1929. Julius Schuster, biographical materials.

### Libros
- 1911. Ein Beitrag zur Pithecanthropus-Frage (Die paläobotanischen Ergebnisse der Selenka'schen Trinil-Expeditionen). Ed. Verlag der Königlich Bayerischen Akademie der Wissenschaften (München). 30 pp.
- 1911.  Monographie der fossilen Flora der Pithecanthropus-Schichten. 70 pp. + 27 planchas
- 1911.b. Weltrichia und die Bennettitales. Ed. Stockholm : Almqvist & Wiksell. 57 pp.
- Degering, H; K Christ, J Schuster. 1922. Aus der Handschriften-abteilung der Preussischen Staatsbibliothek. Ed. Berlin, M. Breslauer. 208 pp.
- Schuster, J; JC Fabricius, PD Giseke. 1928. Linné und Fabricius, zu ihrem leben und werk; drei faksimiles zu Linnés 150. todestag mit einem Nachwort über das natürliche system. Ed. München, Verlag der Münchener drucke
- 1932. Cycadaceae. Ed. Pflanzenreich. 168 pp.

- La abreviatura «J.Schust.» se emplea para indicar a Julius Schuster como autoridad en la descripción y clasificación científica de los vegetales.[2]